# Lijst van schilderijen in het Rijksmuseum Amsterdam/On-Oz
Lijst van schilderijen in het Rijksmuseum Amsterdam met werken van schilders van wie de achternaam begint met de letters On t/m Oz. Vermeldingen in het grijs geven aan dat het werk geen deel meer uitmaakt van de collectie van het Rijksmuseum, bijvoorbeeld omdat het in bruikleen gegeven is aan een andere instelling of omdat het teruggegeven is aan de bruikleengever.
| Inventarisnummer | Toeschrijving                              | Titel | Datering      | Afbeelding |
| ---------------- | ------------------------------------------ | --- | ------------- | ---------- |
| SK-A-3132        | Dirk van Oosterhoudt                       | Portret van Jacoba van Wessem                                                                                      | 1820-1830     |            |
| SK-A-5104        | Maria van Oosterwijck                      | Vanitasstilleven met zonnebloem                                                                                    | Ca. 1675      |            |
| SK-A-3239        | Herman van Oosterzee                       | Landschap bij Haamstede                                                                                            | 1885-1933     |            |
| SK-A-1967        | Jacob Cornelisz. van Oostsanen             | De kruisiging | Ca. 1507-1510 |            |
| SK-C-1554        | Jacob Cornelisz. van Oostsanen             | De aanbidding van de koningen                                                                                      | 1517          |            |
| SK-A-4706        | Jacob Cornelisz. van Oostsanen             | De aanbidding van de koningen                                                                                      | 1517          |            |
| SK-C-1349        | Jacob Cornelisz. van Oostsanen             | Salome met het hoofd van Johannes de Doper                                                                         | 1524          |            |
| SK-A-668         | Jacob Cornelisz. van Oostsanen             | Saul bij de heks van Endor                                                                                         | 1526          |            |
| SK-A-3324        | Atelier van Jacob Cornelisz. van Oostsanen | De aanbidding der koningen                                                                                         | Ca. 1510-1515 |            |
| SK-A-3838        | Atelier van Jacob Cornelisz. van Oostsanen | Portret van Jan Gerritsz. van Egmond                                                                               | Ca. 1518      |            |
| SK-A-1405        | Atelier van Jacob Cornelisz. van Oostsanen | Portret van Jacob Cornelisz. van Oostsanen                                                                         | 1533          |            |
| SK-A-4294        | Trant van Jacob Cornelisz. van Oostsanen   | Drieluik met het Laatste Avondmaal                                                                                 | Ca. 1525-1530 |            |
| SK-A-3087        | Willem Oppenoorth                          | Heide bij Ede | 1890          |            |
| SK-A-784         | Jan Pietersz. Opperdoes                    | Boerenhofstede met op de voorgrond de hereboer met zijn vrouw en de schilder                                       | 1650-1680     |            |
| SK-C-294         | Simon Opzoomer                             | Magdalena Moons smeekt haar verloofde Francisco Valdez de bestorming van Leiden nog een nacht uit te stellen, 1574 | 1840-1850     |            |
| SK-A-1822        | Simon Opzoomer                             | Het laatste gebed van Johan van Oldenbarneveldt                                                                    | 1840-1878     |            |
| SK-C-1608        | Andrea Orcagna                             | Drieluik met Maria en kind en de heiligen Maria Magdalena en Ansanus                                               | 1350          |            |
| SK-C-868         | Atelier van Bernard van Orley              | Maria met kind | Ca. 1520-1530 |            |
| SK-A-2567        | Atelier van Bernard van Orley              | Maria met kind | Ca. 1520-1530 |            |
| SK-A-4265        | Omgeving van Bernard van Orley             | Het laatste oordeel en het begraven der doden                                                                      | Ca. 1560-1570 |            |
| SK-A-1789        | Willem Ormea                               | Stilleven met vissen                                                                                               | 1638          |            |
| SK-A-1106        | George Jacobus Johannes van Os             | Landschap in de omgeving van Hilversum                                                                             | 1820-1839     |            |
| SK-A-1105        | Georgius Jacobus Johannes van Os           | Stilleven met bloemen in een Griekse vaas: allegorie op de Lente                                                   | 1817          |            |
| SK-A-1104        | Georgius Jacobus Johannes van Os           | Stilleven met jachtbuit en Griekse stèle: allegorie op de Herfst                                                   | 1818          |            |
| SK-C-199         | Georgius Jacobus Johannes van Os           | Stilleven met bloemen                                                                                              | 1820-1861     |            |
| SK-A-1095        | Jan van Os                                 | Stilleven met bloemen, vruchten en gevogelte                                                                       | 1774          |            |
| SK-A-1107        | Maria Margaretha van Os                    | Stilleven met citroen en geslepen glas                                                                             | 1823-1826     |            |
| SK-A-1096        | Pieter Gerardus van Os                     | Landschap met vee                                                                                                  | 1806          |            |
| SK-A-1100        | Pieter Gerardus van Os                     | Een leeuw uit de menagerie van koning Lodewijk Napoleon, 1808                                                      | 1808          |            |
| SK-A-4067        | Pieter Gerardus van Os                     | Kozakken op een landweg bij Bergen in Noord-Holland, 1813                                                          | 1813-1815     |            |
| SK-C-531         | Pieter Gerardus van Os                     | Kozakkenvoorpost in 1813                                                                                           | 1813-1815     |            |
| SK-A-1099        | Pieter Gerardus van Os                     | Het beschieten van Naarden, april 1814                                                                             | 1814          |            |
| SK-A-1372        | Pieter Gerardus van Os                     | De kazematten voor Naarden in 1814                                                                                 | 1814          |            |
| SK-A-1098        | Pieter Gerardus van Os                     | Het doorijzen van de Karnemelksloot bij Naarden, januari 1814                                                      | 1814-1815     |            |
| SK-A-1103        | Pieter Gerardus van Os                     | De halve maan voor Naarden bij het beleg, april 1814                                                               | 1814-1815     |            |
| SK-A-1102        | Pieter Gerardus van Os                     | Landschap met herder, bulleman en vee                                                                              | 1815-1839     |            |
| SK-A-1101        | Pieter Gerardus van Os                     | Landschap met vee                                                                                                  | 1816          |            |
| SK-A-3229        | Pieter Gerardus van Os                     | Vergezicht over de weiden bij 's-Graveland                                                                         | 1817          |            |
| SK-A-3230        | Pieter Gerardus van Os                     | De vaart bij 's-Graveland                                                                                          | 1818          |            |
| SK-A-1097        | Pieter Gerardus van Os                     | Landschap met herders en vee                                                                                       | 1820          |            |
| SK-A-297         | Willem Ossenbeeck                          | Mercurius en Io | 1632          |            |
| SK-A-2095        | Willem Ossenbeeck                          | Landschap met herderspaar en vee                                                                                   | 1632          |            |
| SK-C-870         | Adriaen van Ostade                         | Het dansende paar                                                                                                  | 1625-1640     |            |
| SK-A-2568        | Adriaen van Ostade                         | Het dansende paar                                                                                                  | 1625-1640     |            |
| SK-A-302         | Adriaen van Ostade                         | De vrolijke boer                                                                                                   | 1630-1650     |            |
| SK-A-301         | Adriaen van Ostade                         | Een bakker blazend op zijn hoorn                                                                                   | 1630-1685     |            |
| SK-C-202         | Isaac van Ostade                           | Boerenherberg met paard en wagen                                                                                   | 1640-1649     |            |
| SK-A-4093        | Adriaen van Ostade                         | Landschap met oude eik                                                                                             | 1640-1650     |            |
| SK-A-4049        | Adriaen van Ostade                         | Portret van een jongen                                                                                             | 1640-1685     |            |
| SK-C-1127        | Adriaen van Ostade                         | Kop van een lachende boer                                                                                          | 1646          |            |
| SK-A-300         | Adriaen van Ostade                         | De kwakzalver | 1648          |            |
| SK-A-2332        | Adriaen van Ostade                         | De schaatsenrijders                                                                                                | 1650          |            |
| SK-C-200         | Adriaen van Ostade                         | Boerengezelschap binnenshuis                                                                                       | 1661          |            |
| SK-A-3281        | Adriaen van Ostade                         | Portret van een geleerde                                                                                           | 1665          |            |
| SK-A-298         | Adriaen van Ostade                         | Schildersatelier                                                                                                   | Ca. 1670-1675 |            |
| SK-A-299         | Adriaen van Ostade                         | Rustende reizigers                                                                                                 | 1671          |            |
| SK-C-201         | Adriaen van Ostade                         | Het vertrouwelijk onderhoud                                                                                        | 1672          |            |
| SK-A-3246        | Adriaen van Ostade                         | De visvrouw | 1672          |            |
| SK-C-564         | Naar Adriaen van Ostade                    | Een vrouw haring schoonmakend voor een huis                                                                        | Ca. 1650-1700 |            |
| SK-C-1634        | Isaac van Ostade                           | Stalinterieur met drie kinderen                                                                                    | 1642          |            |
| SK-A-303         | Isaac van Ostade                           | Boerenherberg met paard aan de trog                                                                                | 1643          |            |
| SK-C-1571        | Jacobus Hermanus Otterbeek                 | Portret van Jacob van Eeghen op twaalfjarige leeftijd                                                              | 1878          |            |
| SK-C-1820        | Piet Ouborg                                | Invaart | 1948          |            |
| SK-C-1819        | Piet Ouborg                                | Ontmoeting | 1949          |            |
| SK-A-304         | Johannes Dircksz. van Oudenrogge           | Weverswerkplaats                                                                                                   | 1652          |            |
| SK-A-2831        | Pierre Justin Ouvrié                       | Het stadje Sankt Goar aan de Rijn                                                                                  | 1856          |            |
| SK-A-4026        | Isaac Ouwater                              | De boekhandel en het loterijkantoor van Jan de Groot in de Kalverstraat in Amsterdam                               | 1779          |            |
| SK-A-305         | Isaac Ouwater                              | De Nieuwe Kerk en het stadhuis op de Dam in Amsterdam                                                              | Ca. 1780-1790 |            |
| SK-A-306         | Isaac Ouwater                              | De Sint-Antoniuswaag in Amsterdam                                                                                  | Ca. 1780-1790 |            |
| SK-A-2161        | Jurriaen Ovens                             | Portret van Jan Amos Comenius                                                                                      | 1650-1670     |            |
| SK-A-850         | Jurriaen Ovens                             | Portret van een echtpaar met zes kinderen                                                                          | 1650-1678     |            |
| SK-A-1257        | Jurriaen Ovens                             | Portret van een vrouw met vier kinderen, voorgesteld als Caritas                                                   | 1650-1678     |            |
| SK-A-1680        | Jurriaen Ovens                             | Portret van Cornelis Nuyts                                                                                         | 1658          |            |
| SK-C-17          | Jurriaen Ovens                             | Portret van Jan Bernd Schaep                                                                                       | Ca. 1659-1660 |            |
| SK-A-4266        | Leendert Overbeek                          | Herderin met schapen                                                                                               | 1780-1815     |            |
| SK-A-4267        | Leendert Overbeek                          | Herder bij een boerenhoeve                                                                                         | 1780-1815     |            |
| SK-A-4136        | Pieter Oyens                               | Portret van Hendrik Waller op driejarige leeftijd                                                                  | 1890          |            |